# 形状记忆聚合物
形状记忆聚合物（英語：Shape Memory Polymer，简称SMP），又称为形状记忆高分子，是一種聚合物的智能材料，是具有初始形状的制品，在一定的条件下改变其初始条件并固定后，通过外界条件（如热、 电、光、化学感应等）的刺激又可恢复其初始形状的高分子材料。